# トマス・ピンクニー
トマス・ピンクニー（Thomas Pinckney, 1750年10月23日 - 1828年11月2日）は、アメリカ合衆国の軍人、政治家、外交官。

## 生い立ちと初期の経歴
ピンクニーはサウスカロライナ植民地のチャールストンで誕生した。ピンクニーはイングランドのウェストミンスター・スクールで学び、オックスフォード大学を卒業した。ピンクニーはその後フランス軍事大学で1年を過ごし、続いてロンドンの法学院インナー・テンプルで法律を学んだ。ピンクニーは1774年に弁護士として認可を受け、故郷チャールストンで弁護士業を開業した。

## アメリカ独立戦争
ピンクニーは1775年から1781年までアメリカ独立戦争に参加した。ピンクニーは1775年に大陸軍第1連隊で工兵大尉となり、1778年のフロリダでの作戦で少佐となった。1778年から1779年まではベンジャミン・リンカーン将軍の下で働き、1780年からはチャールストンの防衛に当たった。ピンクニーはキャムデンの戦いで負傷し、イギリス軍に一時拘束された。

## サウスカロライナ州知事
ピンクニーは1787年から1789年までサウスカロライナ州知事を務めた。ピンクニーは1788年5月にサウスカロライナ州の合衆国憲法批准会議で議長を務め、州としてアメリカ合衆国憲法を承認するかどうかを議論した。ピンクニーは1791年にサウスカロライナ州下院議員を務めた。

## 外交官として
ピンクニーは1792年1月12日に駐イギリス全権公使として任命された。ピンクニーは同年8月9日にイギリス国王ジョージ3世に信任状を奉呈し、着任した。ピンクニーは1796年7月27日に召還されるまで駐イギリス公使を務めた。
ピンクニーはまた1794年11月24日に対スペイン特派使節としても任命を受け、1795年11月までスペインとの条約交渉に当たった。ピンクニーはこの条約交渉において、スペインの大幅な譲歩を引き出すことに成功した。ピンクニーは北アメリカ大陸にあるスペイン領土（フロリダ、ルイジアナなど）とアメリカ合衆国領土との間の国境を明確に規定し、その上でミシシッピ川の自由航行権と河口のニューオーリンズ港の物資貯蔵権を認めさせた（ピンクニー条約）。

## 連邦下院議員
ピンクニーは1797年11月23日から1801年3月3日まで連邦下院議員を務めた。ピンクニーはウィリアム・スミスの辞任に伴う欠員充当として選任され、第5回議会途中から参加した。ピンクニーは続く第6回議会にも再選した。
ピンクニーは連邦下院において、1798年にテネシー州選出上院議員ウィリアム・ブラウントの弾劾手続きを運営する委員を務めた。またピンクニーは連邦党の政策を支持したが、外国人・治安諸法に限っては反対票を投じた。ピンクニーはフランスとの戦争は望まないと主張した。

## 米英戦争
ピンクニーは1812年の米英戦争に少将として参加した。

## 晩年
ピンクニーは1825年から1828年までシンシナティ協会会長を務めた。
1828年11月2日、ピンクニーはチャールストンにおいて死去した。ピンクニーの遺体はチャールストン市内の聖フィリップ墓地に埋葬された。

## 家族
トマス・ピンクニーの父親はチャールズ・ピンクニー (Charles Pinckney, 1699-1758)、母親はエリザベス・ルーカス (Elizabeth Lucas, 1722-1793) であった。
ピンクニーは1779年7月22日にエリザベス・モット (Elizabeth Motte, 1762-1794) と結婚した。2人の間には以下の子供が生まれた。
1. トマス・ピンクニー (Thomas Pinckney, 1780-1842)
2. エドワード・ラトリッジ・ピンクニー (Edward Rutledge Pinckney, 1782-????)
3. ハリオット・ルーカス・ピンクニー (Harriett Lucas Pinckney, 1784-1824)
4. エリザベス・ブルトン・ピンクニー (Elizabeth Brewton Pinckney, 1786-1857)
5. レベッカ・モット・ピンクニー (Rebecca Motte Pinckney, 1788-1797)
6. フランシス・コーツワース・ピンクニー (Charles Cotesworth Pinckney, 1789-1865)
7. メアリー・ピンクニー (Mary Pinckney, 1790-????)

ピンクニーは1797年10月19日にフランシス・モット (Elizabeth Motte, 1763-1843) と結婚した。2人の間に子供は生まれなかった。